# Paranthropus aethiopicus
Paranthropus aethiopicus es un homínido fósil que vivió en África Oriental hace entre 2,6 y 2,2 millones de años, en el Gelasiense (Pleistoceno inferior); tenía poderosos músculos masticadores que se sujetaban al cráneo gracias a una prominente cresta sagital similar a la de los gorilas. Esta cresta es imprescindible para que la enorme musculatura facial pueda sujetarse en el cráneo. Tenía una dieta estrictamente vegetariana a base de vegetales duros. Debió vivir en un medio ambiente más seco que Australopithecus, aunque no parece que fuera un ambiente pleno de sabana.
Aethiopicus hace referencia a Etiopia.
En 1967, Camille Arambourg e Yves Coppens encontraron en uno de los yacimientos del curso bajo del río Omo, cerca del lago Turkana, en Etiopía, una mandíbula (Omo 18) de unos 2,6 millones de años de antigüedad. El descubrimiento no tuvo continuidad hasta que en 1985 el paleoantropólogo estadounidense Alan Walker descubrió un cráneo (el Cráneo negro) perteneciente a la misma especie de la mandíbula antes mencionada.
Este fósil que hizo posible la identificación de una nueva especie, que representó el eslabón entre Australopithecus afarensis y Paranthropus boisei. Esta especie intermedia presenta rasgos propios de los Australopithecus y anuncia los que van a caracterizar tanto al Paranthropus boisei como al Paranthropus robustus.